# Dark Circle Knights
Dark Circle Knights är en tysk musikgrupp bildad 2011. Gruppen bildades genom TV-programmet Gute Zeiten, schlechte Zeiten på RTL. Huvudsångare är karaktären Kurt Le Roy som spelas av den tysk-amerikanska skådespelaren Tim Williams. Debutalbumet Lost Daughter släpptes år 2011 och singeln med samma titel, "Lost Daughter", nådde sextionionde plats på den österrikiska singellistan.

## Diskografi

### Album
- 2011 – Lost Daughter